# Wojciech Duryasz
Wojciech Duryasz, również Wojciech Duriasz (ur. 23 kwietnia 1940 w Stanisławowie) – polski aktor teatralny, filmowy i dubbingowy, prezenter telewizyjny.

## Życiorys
W 1963 ukończył Państwową Wyższą Szkołę Teatralną im. Aleksandra Zelwerowicza w Warszawie. 21 listopada tego roku zadebiutował na deskach teatru w sztuce Śmierć porucznika Sławomira Mrożka w reż. Aleksandra Bardiniego. Całą swoją sceniczną karierę zawodową związał z Teatrem Dramatycznym w Warszawie (1963–2005).
Występował również w Teatrze Telewizji, m.in. w spektaklach: Irkucka historia Aleksieja Arbuzowa w reż. Stanisława Wohla (1964), Panna Rosita, czyli Mowa kwiatów Federico Garcii Lorki w reż. Maryny Broniewskiej (1966), Pożegnanie z Marią Tadeusza Borowskiego w reż. Jerzego Antczaka (1966), Pan Geldhab Aleksandra Fredry w reż. Jana Świderskiego (1968), Śpiew z pożogi Krzysztofa Kamila Baczyńskiego w reż. Krystyny Sznerr (1968), Śnieg Stanisława Przybyszewskiego w reż. Ignacego Gogolewskiego (1970), Elektra Jeana Giraudoux w reż. Ludwika René (1972), Akcja Szarotka Andrzeja Zakrzewskiego (1977), Judasz z Kariothu Karola Huberta Rostworowskiego w reż. Tadeusza Lisa (1981), Gdy płoną lasy Jerzego Zawieyskiego w reż. Marcela Kochańczyka (1983), Otello Williama Szekspira w reż. Andrzeja Chrzanowskiego (1984) oraz w Indyku Sławomira Mrożka w reż. Macieja Wojtyszki (1990), Sokole maltańskim Dashiella Hammetta w reż. Laco Adamíka (1994) i w sztuce Wariatka z Chaillot Jeana Giraudoux w reż. Wojciecha Adamczyka (1994).
W latach 2003–2004 prowadził cykl „Powtórka z życia” na antenie TVP2.
W 2013 przy okazji premiery spektaklu Porwanie Sabinek w Teatrze Kamienica obchodził 50-lecie pracy artystycznej.
Był mężem Alicji Duryasz, która jako szefowa pokładu zginęła w katastrofie lotniczej na Okęciu w 1980 r.

## Filmografia
- Rachunek sumienia (1964) – Koral
- Mój drugi ożenek (1964) – Staszek
- Beata (1964) – Jacek Kamieński
- Pingwin (1965) – Adaś Bączek
- Stawka większa niż życie (1968) – porucznik Stolp (odc. 12. Zdrada)
- Tarcza i miecz (Щит и меч) (1968) – Jerzy Czyżewski
- Ostatni świadek (1969) – milicjant
- Przygody psa Cywila (1970) – lekarz pogotowia
- Kolumbowie (1970) – powstaniec z AL
- Dźwig (1976)
- Tajemnica Enigmy (1979) – mechanik Edward Fokczyński
- Na odsiecz Wiedniowi (1983) – marszałek sejmu
- Greta (1985)
- Czarny błysk (1986–1991)
- Mistrz i Małgorzata (1988) – Żełdybin
- Odbicia (1989) – Jakub, ojciec Małgosi
- Dom na głowie (1990) – tata
- Młode wilki (1995) – dyrektor banku
- Ekstradycja 2 (1996) – lekarz w domu Sabiny
- Dom (1997) – członek KW PZPR (odc. 17)
- Miodowe lata (1998–2003) – Łysy
- Prawo ojca (1999) – mecenas
- Ostatnia misja (1999) – VIP, gość Murana
- Marszałek Piłsudski (2000) – Gabriel Narutowicz
- Miasteczko (2000–2001) – Janusz Siudym
- Wiedźmin (2001) – stary wiedźmin
- Chopin. Pragnienie miłości (2002) – Franciszek Buloz
- Przedwiośnie (2002) – ksiądz w pociągu do Polski
- Wszystko co nasze... (2004) – Ryszard Kaczorowski
- Vinci (2004) – Kreft
- Pensjonat pod Różą (2004–2006) – Czesław Kakietek, ojciec Jacka
- Magda M. (2005–2007) – sędzia Rajewski
- Okazja (2005–2006) – ksiądz rektor
- Pogoda na piątek (2006–2007) – Henryk Brzezina, ojciec Marcina i Wojtka
- Plebania (2008–2009) – biskup
- Na Wspólnej (od 2011) – Henryk Magnowski
- Ziarno prawdy (2014) – dyrektor archiwum
- Kler (2018) – arcybiskup Śliż
- Gang Zielonej Rękawiczki (2022) – Marian

### Gościnnie
- 13 posterunek (1997–1998) – ojciec Fryderyka
- Złotopolscy (1997–2007) – lekarz opiekujący się Barbarą Złotopolską (1999)
- Fałszerze – powrót Sfory (2006) – polityk (odc. 14)
- Kryminalni (2007) – Zakrzyński, szef Wizametu (odc. 73)
- Czas honoru (2008) – generał Rolicz-Serafiński (odc. 10)
- Przystań (2009) – Zdzisław Szaniawski (odc. 5)
- Usta usta (2010) – doktor Kozłowski
- Duch w dom (2010) – Roman, kolega babci Oli (odc. 6)
- Ojciec Mateusz (2024) – Witold Paszke, stryj Pączka (odc. 401)

## Dubbing
- Proszę słonia (1977)
- Tom i Jerry (1995) – kompan Robin Hooda (odc. 113)
- Teknoman (1998) – dr Cohen
- 102 dalmatyńczyki (2000) – Pan Torte
- Harry Potter i Kamień Filozoficzny (2001) – profesor Albus Dumbledore
- Piotruś Pan: Wielki powrót (2002) – narrator
- Złap mnie, jeśli potrafisz (2002) – Frank Abagnale Sr
- Mali agenci 2: Wyspa marzeń (2002)
- Harry Potter i Komnata Tajemnic (2002) – profesor Albus Dumbledore
- Wojownicze Żółwie Ninja (2003) –
  - Profesor Honeycutt / Robozbieg (oprócz odc. 45-46),
  - generał (odc. 33-34)
- Mali agenci 3D: Trójwymiarowy odjazd (2003) – Dziadek
- Rogate ranczo (2004) – Abner
- Harry Potter i więzień Azkabanu (2004) – profesor Albus Dumbledore
- Żony ze Stepford (2004) – Mike Wellington
- Liga Sprawiedliwych bez granic (2004–2006)
- Harry Potter i Czara Ognia (2005) – profesor Albus Dumbledore
- Charlie i fabryka czekolady (2005) – dziadek George
- Niania (2005) – Pan Hop
- Pajęczyna Charlotty (2006) – Owca Samuel
- Harry Potter i Zakon Feniksa (2007) – profesor Albus Dumbledore
- Złoty kompas (2007) – Rektor
- Asterix na olimpiadzie (2008) – Panoramiks
- Harry Potter i Książę Półkrwi (2009) – profesor Albus Dumbledore
- Harry Potter i Insygnia Śmierci część I (2010) – profesor Albus Dumbledore
- Harry Potter i Insygnia Śmierci część II (2011) – profesor Albus Dombledore
- Wiedźmin 2: Zabójcy królów (2011) – Gridley
- Niesamowity Spider-Man (2012) – Ben Parker
- Twój Vincent (2017) – starzec

## Odznaczenia
- Złoty Krzyż Zasługi
- Brązowy Medal „Za zasługi dla obronności kraju” (1977)
- Odznaka „Zasłużony Działacz Kultury” (1977)
- Odznaka Honorowa m.st. Warszawy (1978)